# 520.
520. je tretje desetletje v 6. stoletju med letoma 520 in 529. 